# 公子乾
公子乾（?—?），蔡昭侯的儿子。楚国侵略蔡国，前507年，蔡昭侯到晋国，以其子公子元和蔡国大夫的儿子为人质，请晋国伐楚。晋国消极处理，前506年，蔡国遂请吴国，以其子公子乾和蔡国大夫的儿子为人质，吴国答应，才有柏举之战。